# Bartolomeo Ier Ghisi
Pour les articles homonymes, voir Ghisi.
Bartolomeo Ier Ghisi fut un noble latin d'origine vénitienne, seigneur de Tinos et Mykonos.

## Biographie
Il était le fils d'Andrea Ghisi, qui avait conquis les îles de Tinos et Mykonos au début du XIIIe siècle dans les suites de la quatrième croisade et auquel il succéda.
Il était l'un des trois enfants survivants de son père, avec Marino et Anfelise (épouse d'un Pietro Quirini installé en Crète).
Il apparait dans les sources pour la première fois en 1259, mentionné dans une déclaration du Grand Conseil de Venise concernant les conditions de levée du ban de son père (datant de 1243) évoquant des faits de piraterie commis par les deux personnages.
Il succéda à son père avant le 19 mars 1277, date à laquelle il apparait comme seigneur dans un traité de trêve entre Venise et l'empire byzantin.
Le 15 novembre 1281, il recueillit à Andravida (capitale de la principauté d'Achaïe) le testament oral de son frère Marino, malade et mourant.
Il fournit vraisemblablement les galères utilisées par son fils Giorgio lors de sa conquête de Kéa vers 1302.
Il est mentionné vivant pour la dernière fois dans un traité de trêve entre Venise et l'empire byzantin daté de septembre 1302, mettant fin à la guerre de 1296-1302.